# Argentina en los Juegos Olímpicos de la Juventud 2010
La participación de Argentina en los Juegos Olímpicos de la Juventud 2010 fue la primera en esta competencia. Estos Juegos se realizaron en la Ciudad de Singapur, Singapur, del 14 al 26 de agosto.
La delegación acudió con 59 deportistas participando en 18 deportes. El abanderado de la delegación nacional fue el atleta especializado en lanzamiento de jabalina, Braian Toledo.

## Medallas
| - Agustina Albertario - Agustina Álvarez - María Baldoni - Antonieta Bianchi - Rocío Broccoli | - Antonella Brondello - Camila Bustos - Victoria Cabut - Julia Castignioli - Jimena Cedrés - Carla de Iure | - Rocío Emme - Sol Fernández - Eugenia Garraffo - Florencia Habif - Agustina Mama |

| - Gonzalo Lapera - Mauro Llanos - Nicolás Méndez - Ramiro Núñez - Gonzalo Quiroga - Tomás Ruíz | - Federico Martina - Esteban Martínez - Ezequiel Palacios - Leonardo Plaza - Luciano Verasio - Damián Villalba |